# Goldendale (Washington)
Goldendale es una ciudad ubicada en el condado de Klickitat en el estado estadounidense de Washington. En el año 2000 tenía una población de 3.760 habitantes y una densidad poblacional de 615,1 personas por km².

## Geografía
Goldendale se encuentra ubicada en las coordenadas 45°49′16″N 120°49′17″O / 45.82111, -120.82139.

## Demografía
Según la Oficina del Censo en 2000 los ingresos medios por hogar en la localidad eran de $26.030, y los ingresos medios por familia eran $33.866. Los hombres tenían unos ingresos medios de $36.977 frente a los $22.289 para las mujeres. La renta per cápita para la localidad era de $13.111. Alrededor del 25,4% de la población estaban por debajo del umbral de pobreza.